# پی‌یر وودمن
پی‌یر وودمن (فرانسوی: Pierre Woodman‎؛ ‏ ۲۹ آوریل ۱۹۶۳) کارگردان فیلم‌های پورنو، بازیگر و عکاس اهل فرانسه است. او بیشتر به خاطر مجموعه «مصاحبه‌های بازیگری» خود شناخته می‌شود که در آن تخصص دارد مدل‌های زن بزرگسال را که برای اولین بار جلوی دوربین می‌روند  وادار به انجام رابطه جنسی مقعدی خشن و دخول دوگانه کند. وودمن متهم شده است که رضایت افراد را نقض کرده و مدل‌ها را مجبور به انجام اعمالی خلاف میلشان کرده است، از جمله استفاده از خشونت فیزیکی برای وادار کردن مدل‌ها به بلعیدن منی و ادرار. در اوایل حرفه خود، وودمن با زنان در اتاق‌های هتل تحت عنوان مدلینگ مد ملاقات‌هایی ترتیب می‌داد و سپس قصد خود را برای وادار کردن آن‌ها به شرکت در اعمال جنسی فاش می‌کرد.
در سال ۲۰۱۳، پس از پخش مستندی درباره وودمن، مجله آنلاین فرانسوی لو تگ پارفه مقاله‌ای منتشر کرد که در آن کارگردان را متهم به وادار کردن بازیگران ناآگاه به انجام اعمال جنسی برنامه‌ریزی نشده با او کرده بود. در سال ۲۰۱۷، لانا رودس وودمن را متهم کرد که در حین فیلمبرداری، او را مجبور به انجام اعمالی کرده که تمایلی به آن‌ها نداشته و ادعا کرد که وودمن اعتراف کرده است حقوق زن دیگری را نیز نقض کرده است. در سال ۲۰۲۲، وودمن مصاحبه‌ای با لویی ترو برای پخش در بی‌بی‌سی انجام گرفت و درباره نادیده گرفتن رضایت مدل‌هایش مورد پرسش قرار گرفت.
از فیلم‌ها یا برنامه‌های تلویزیونی که وی در آن نقش داشته‌است، می‌توان به فاحشه اشاره کرد.
وی همچنین برندهٔ جوایزی همچون جایزه ای‌وی‌ان و هات طلا شده‌است.